# Serie A2 2013-2014 (pallavolo maschile)
La Serie A2 2013-2014 si è svolta dal 20 ottobre 2013 al 10 maggio 2014: al torneo hanno partecipato dodici squadre di club italiane.

## Regolamento

### Formula
Le squadre hanno disputato un girone all'italiana, con gare di andata e ritorno, per un totale di ventidue giornate; al termine della regular season:
- La prima classificata è promossa in Superlega.
- Le classificate dal secondo all'undicesimo posto hanno acceduto ai play-off promozione, strutturati in ottavi di finale, a cui hanno preso parte solo le classificate dall'ottavo all'undicesimo posto, quarti di finale, entrambi giocati al meglio di due vittorie su tre gare, semifinali e finale, entrambe giocate al meglio di tre vittorie su cinque gare: la vincitrice è promossa in Serie A1.
- Nessuna è retrocessa in Serie B1[2].

### Criteri di classifica
Se il risultato finale è stato di 3-0 o 3-1 sono stati assegnati 3 punti alla squadra vincente e 0 a quella sconfitta, se il risultato finale è stato di 3-2 sono stati assegnati 2 punti alla squadra vincente e 1 a quella sconfitta.
L'ordine del posizionamento in classifica è stato definito in base a:
- Punti;
- Numero di partite vinte;
- Ratio dei set vinti/persi;
- Ratio dei punti realizzati/subiti.

## Squadre partecipanti
Le squadre neopromosse dalla Serie B1 sono state la Libertas Brianza, la Materdomini e il Lupi Santa Croce, vincitrici della regular season, e il Porto Ravenna, vincitore dei play-off promozione.
Delle squadre aventi il diritto di partecipazione:
- Il Lupi Santa Croce ha ceduto il titolo sportivo alla Powervolley Milano, la quale è stata ammessa in Serie A2.
- Il Porto Ravenna e il Tricolore hanno rinunciato all'iscrizione.

| Club               | Stagione | Città              | Impianto               | Stagione precedente                                       |
| ------------------ | -------- | ------------------ | ---------------------- | --------------------------------------------------------- |
| Argos              | dettagli | Sora               | PalaPolsinelli         | 3ª in Serie A2; semifinale play-off promozione            |
| Atripalda          | dettagli | Atripalda          | PalaDelMauro           | 4ª in Serie A2; quarti di finale play-off promozione      |
| Brolo              | dettagli | Brolo              | PalaFantozzi           | 12ª in Serie A2                                           |
| Corigliano Volley  | dettagli | Corigliano Calabro | PalaCorigliano         | 6ª in Serie A2; semifinali play-off promozione            |
| Impavida Ortona    | dettagli | Ortona             | Palasport Comunale     | 6ª in Serie A2; quarti di finale play-off promozione      |
| Libertas Brianza   | dettagli | Cantù              | PalaParini             | 1ª in Serie B1 (girone A)                                 |
| Matera Bulls       | dettagli | Matera             | PalaSassi              | 11ª in Serie A2                                           |
| Materdomini        | dettagli | Castellana Grotte  | PalaGrotte             | 1ª in Serie B1 (girone C)                                 |
| Milano             | dettagli | Milano             | Palazzetto dello Sport | 5ª in Serie A2; quarti di finale play-off promozione      |
| Padova             | dettagli | Padova             | PalaSanLazzaro         | 7ª in Serie A2; finale play-off promozione                |
| Potentino          | dettagli | Potenza Picena     | PalaPrincipi           | 10ª in Serie A2                                           |
| Powervolley Milano | dettagli | Milano             | Centro Pavesi          | 3ª in Serie B1 (girone A); semifinali play-off promozione |

## Torneo

### Regular season

#### Risultati
| Prima giornata |                                  |     |                                   |
|                |                                  |     |                                   |
| 20-10          | Powervolley Milano - Milano      | 0-3 | 23-25, 26-28, 24-26               |
| 20-10          | Argos - Potentino                | 2-3 | 25-22, 25-27, 25-21, 23-25, 10-15 |
| 20-10          | Padova - Impavida Ortona         | 3-0 | 25-23, 25-18, 25-21               |
| 20-10          | Materdomini - Atripalda          | -   |                                   |
| 20-10          | Libertas Brianza - Brolo         | 3-0 | 25-20, 25-18, 25-20               |
| 20-10          | Corigliano Volley - Matera Bulls | 0-3 | 17-25, 22-25, 14-25               |

| Seconda giornata |                                      |     |                                   |
|                  |                                      |     |                                   |
| 27-10            | Impavida Ortona - Powervolley Milano | 3-0 | 25-17, 25-22, 25-17               |
| 27-10            | Matera Bulls - Padova                | 3-2 | 21-25, 20-25, 26-24, 25-19, 15-13 |
| 27-10            | Potentino - Corigliano Volley        | 3-0 | 27-25, 25-21, 25-23               |
| 26-10            | Atripalda - Libertas Brianza         | -   |                                   |
| 27-10            | Brolo - Argos                        | 0-3 | 22-25, 18-25, 18-25               |
| 27-10            | Milano - Materdomini                 | 3-0 | 25-18, 27-25, 25-19               |

| Terza giornata |                                   |     |                                   |
|                |                                   |     |                                   |
| 03-11          | Libertas Brianza - Argos          | 1-3 | 20-25, 25-20, 16-25, 12-25        |
| 03-11          | Milano - Impavida Ortona          | 3-2 | 27-25, 19-25, 21-25, 27-25, 27-25 |
| 03-11          | Powervolley Milano - Matera Bulls | 3-1 | 21-25, 25-23, 25-18, 25-20        |
| 03-11          | Corigliano Volley - Atripalda     | -   |                                   |
| 03-11          | Materdomini - Potentino           | 1-3 | 19-25, 20-25, 29-27, 23-25        |
| 03-11          | Brolo - Padova                    | 0-3 | 22-25, 21-25, 19-25               |

| Quarta giornata |                                      |     |                            |
|                 |                                      |     |                            |
| 10-11           | Corigliano Volley - Libertas Brianza | 1-3 | 21-25, 30-28, 23-25, 17-25 |
| 10-11           | Matera Bulls - Milano                | 3-1 | 25-19, 25-16, 19-25, 27-25 |
| 10-11           | Padova - Powervolley Milano          | 3-1 | 25-21, 22-25, 25-18, 25-16 |
| 10-11           | Atripalda - Impavida Ortona          | -   |                            |
| 10-11           | Argos - Materdomini                  | 3-1 | 25-17, 25-22, 22-25, 25-17 |
| 10-11           | Potentino - Brolo                    | 3-0 | 28-26, 31-29, 25-22        |

| Quinta giornata |                                |     |                                   |
|                 |                                |     |                                   |
| 17-11           | Powervolley Milano - Atripalda | -   |                                   |
| 17-11           | Materdomini - Libertas Brianza | 2-3 | 15-25, 26-28, 25-19, 25-16, 13-15 |
| 17-11           | Padova - Argos                 | 3-0 | 25-22, 25-18, 25-22               |
| 16-11           | Matera Bulls - Potentino       | 3-0 | 25-23, 25-14, 25-19               |
| 17-11           | Milano - Corigliano Volley     | 3-1 | 22-25, 25-21, 25-15, 25-19        |
| 17-11           | Impavida Ortona - Brolo        | 3-1 | 23-25, 25-13, 25-18, 25-22        |

| Sesta giornata |                                    |     |                                   |
|                |                                    |     |                                   |
| 24-11          | Atripalda - Matera Bulls           | -   |                                   |
| 24-11          | Corigliano Volley - Materdomini    | 3-2 | 13-25, 22-25, 29-27, 25-23, 15-11 |
| 24-11          | Argos - Powervolley Milano         | 3-0 | 25-13, 25-21, 25-14               |
| 24-11          | Potentino - Padova                 | 2-3 | 25-18, 43-41, 22-25, 19-25, 12-15 |
| 24-11          | Brolo - Milano                     | 1-3 | 20-25, 20-25, 25-20, 19-25        |
| 24-11          | Libertas Brianza - Impavida Ortona | 1-3 | 19-25, 27-25, 19-25, 21-25        |

| Settima giornata |                                        |           |                            |
|                  |                                        |           |                            |
| Riposa:          | Potentino                              | Potentino | Potentino                  |
| 01-12            | Impavida Ortona - Materdomini          | 3-1       | 25-27, 25-22, 25-14, 25-23 |
| 01-12            | Powervolley Milano - Corigliano Volley | 3-0       | 25-20, 25-16, 25-15        |
| 01-12            | Padova - Libertas Brianza              | 3-0       | 25-23, 25-16, 25-16        |
| 01-12            | Milano - Argos                         | 3-0       | 25-19, 25-21, 25-17        |
| 30-11            | Matera Bulls - Brolo                   | 3-0       | 31-29, 25-16, 25-17        |

| Ottava giornata |                                  |       |                                  |
|                 |                                  |       |                                  |
| Riposa:         | Brolo                            | Brolo | Brolo                            |
| 08-12           | Materdomini - Powervolley Milano | 3-0   | 25-19, 28-26, 28-26              |
| 08-12           | Corigliano Volley - Padova       | 2-3   | 22-25, 25-20, 19-25, 26-24, 9-15 |
| 08-12           | Argos - Impavida Ortona          | 3-1   | 26-24, 20-25, 25-20, 25-18       |
| 08-12           | Libertas Brianza - Matera Bulls  | 1-3   | 23-25, 25-23, 25-27, 23-25       |
| 08-12           | Potentino - Milano               | 1-3   | 16-25, 25-21, 19-25, 21-25       |

| Nona giornata |                                |        |                                   |
|               |                                |        |                                   |
| Riposa:       | Milano                         | Milano | Milano                            |
| 15-12         | Argos - Corigliano Volley      | 3-2    | 25-23, 23-25, 25-17, 23-25, 22-20 |
| 15-12         | Impavida Ortona - Matera Bulls | 0-3    | 23-25, 20-25, 22-25               |
| 15-12         | Libertas Brianza - Potentino   | 3-0    | 32-30, 32-30, 25-21               |
| 15-12         | Padova - Materdomini           | 3-2    | 21-25, 25-21, 25-18, 25-27, 15-10 |
| 15-12         | Powervolley Milano - Brolo     | 3-2    | 25-27, 21-25, 25-22, 29-27, 15-13 |

| Decima giornata |                                     |        |                                   |
|                 |                                     |        |                                   |
| Riposa:         | Padova                              | Padova | Padova                            |
| 22-12           | Brolo - Materdomini                 | 2-3    | 25-18, 25-21, 21-25, 22-25, 7-15  |
| 22-12           | Powervolley Milano - Potentino      | 3-0    | 26-24, 25-19, 25-16               |
| 22-12           | Matera Bulls - Argos                | 0-3    | 19-25, 23-25, 15-25               |
| 22-12           | Milano - Libertas Brianza           | 3-2    | 25-19, 21-25, 20-25, 25-20, 15-10 |
| 22-12           | Impavida Ortona - Corigliano Volley | 3-1    | 21-25, 26-24, 25-19, 25-23        |

| Undicesima giornata |                                       |       |                                   |
|                     |                                       |       |                                   |
| Riposa:             | Argos                                 | Argos | Argos                             |
| 26-12               | Padova - Milano                       | 3-2   | 25-22, 23-25, 25-23, 15-25, 15-11 |
| 26-12               | Corigliano Volley - Brolo             | 3-0   | 25-23, 25-21, 25-21               |
| 26-12               | Potentino - Impavida Ortona           | 1-3   | 25-27, 22-25, 25-18, 19-25        |
| 26-12               | Libertas Brianza - Powervolley Milano | 1-3   | 25-21, 22-25, 20-25, 23-25        |
| 26-12               | Materdomini - Matera Bulls            | 1-3   | 25-13, 27-29, 19-25, 20-25        |

| Dodicesima giornata |                                  |             |                                   |
|                     |                                  |             |                                   |
| Riposa:             | Materdomini                      | Materdomini | Materdomini                       |
| 29-12               | Milano - Powervolley Milano      | 1-3         | 20-25, 25-19, 22-25, 16-25        |
| 29-12               | Potentino - Argos                | 2-3         | 25-18, 18-25, 11-25, 25-21, 9-15  |
| 29-12               | Impavida Ortona - Padova         | 1-3         | 21-25, 19-25, 25-18, 22-25        |
| 29-12               | Brolo - Libertas Brianza         | 0-3         | 20-25, 15-25, 18-25               |
| 29-12               | Matera Bulls - Corigliano Volley | 3-2         | 20-25, 25-19, 25-23, 23-25, 16-14 |

| Tredicesima giornata |                                      |                  |                                   |
|                      |                                      |                  |                                   |
| Riposa:              | Libertas Brianza                     | Libertas Brianza | Libertas Brianza                  |
| 05-01                | Powervolley Milano - Impavida Ortona | 2-3              | 17-25, 21-25, 25-23, 25-12, 18-20 |
| 05-01                | Padova - Matera Bulls                | 3-0              | 25-15, 25-10, 25-14               |
| 05-01                | Corigliano Volley - Potentino        | 3-0              | 25-14, 25-19, 25-19               |
| 05-01                | Argos - Brolo                        | 3-0              | 25-15, 25-22, 25-14               |
| 05-01                | Materdomini - Milano                 | 2-3              | 25-17, 23-25, 26-24, 20-25, 10-15 |

| Quattordicesima giornata |                                   |                   |                                   |
|                          |                                   |                   |                                   |
| Riposa:                  | Corigliano Volley                 | Corigliano Volley | Corigliano Volley                 |
| 19-01                    | Argos - Libertas Brianza          | 3-1               | 22-25, 25-23, 25-16, 25-20        |
| 19-01                    | Impavida Ortona - Milano          | 0-3               | 18-25, 21-25, 21-25               |
| 19-01                    | Matera Bulls - Powervolley Milano | 2-3               | 25-23, 25-22, 17-25, 19-25, 14-16 |
| 19-01                    | Potentino - Materdomini           | 3-1               | 26-24, 16-25, 25-20, 25-21        |
| 19-01                    | Padova - Brolo                    | 3-0               | 25-13, 25-22, 25-14               |

| Quindicesima giornata |                                      |                 |                                   |
|                       |                                      |                 |                                   |
| Riposa:               | Impavida Ortona                      | Impavida Ortona | Impavida Ortona                   |
| 26-01                 | Libertas Brianza - Corigliano Volley | 3-2             | 23-25, 21-25, 25-18, 25-11, 15-13 |
| 26-01                 | Milano - Matera Bulls                | 3-1             | 34-36, 25-20, 25-19, 25-23        |
| 26-01                 | Powervolley Milano - Padova          | 2-3             | 25-23, 20-25, 23-25, 27-25, 13-15 |
| 26-01                 | Materdomini - Argos                  | 3-1             | 25-23, 19-25, 25-20, 25-17        |
| 26-01                 | Brolo - Potentino                    | 0-3             | 16-25, 18-25, 19-25               |

| Sedicesima giornata |                                |                    |                            |
|                     |                                |                    |                            |
| Riposa:             | Powervolley Milano             | Powervolley Milano | Powervolley Milano         |
| 02-02               | Libertas Brianza - Materdomini | 3-1                | 25-23, 20-25, 25-16, 25-17 |
| 02-02               | Argos - Padova                 | 3-1                | 25-22, 25-22, 12-25, 25-20 |
| 02-02               | Potentino - Matera Bulls       | 3-1                | 25-17, 26-24, 23-25, 25-22 |
| 02-02               | Corigliano Volley - Milano     | 1-3                | 20-25, 28-26, 21-25, 19-25 |
| 02-02               | Brolo - Impavida Ortona        | 0-3                | 19-25, 17-25, 18-25        |

| Diciassettesima giornata |                                    |              |                            |
|                          |                                    |              |                            |
| Riposa:                  | Matera Bulls                       | Matera Bulls | Matera Bulls               |
| 09-02                    | Materdomini - Corigliano Volley    | 3-0          | 25-19, 25-14, 25-20        |
| 09-02                    | Powervolley Milano - Argos         | 1-3          | 23-25, 25-21, 21-25, 21-25 |
| 09-02                    | Padova - Potentino                 | 3-1          | 17-25, 25-20, 25-23, 25-23 |
| 09-02                    | Milano - Brolo                     | 3-0          | 25-16, 25-17, 25-16        |
| 09-02                    | Impavida Ortona - Libertas Brianza | 3-0          | 25-22, 25-19, 25-22        |

| Diciottesima giornata |                                        |           |                                   |
|                       |                                        |           |                                   |
| Riposa:               | Potentino                              | Potentino | Potentino                         |
| 16-02                 | Materdomini - Impavida Ortona          | 3-2       | 25-19, 22-25, 18-25, 25-13, 17-15 |
| 16-02                 | Corigliano Volley - Powervolley Milano | 1-3       | 25-18, 15-25, 28-30, 20-25        |
| 16-02                 | Libertas Brianza - Padova              | 2-3       | 32-30, 19-25, 19-25, 25-23, 10-15 |
| 16-02                 | Argos - Milano                         | 2-3       | 25-16, 25-21, 25-27, 27-29, 7-15  |
| 16-02                 | Brolo - Matera Bulls                   | 1-3       | 16-25, 25-19, 10-25, 19-25        |

| Diciannovesima giornata |                                  |       |                                   |
|                         |                                  |       |                                   |
| Riposa:                 | Brolo                            | Brolo | Brolo                             |
| 23-02                   | Powervolley Milano - Materdomini | 2-3   | 21-25, 25-22, 25-16, 23-25, 11-15 |
| 23-02                   | Padova - Corigliano Volley       | 3-0   | 26-24, 25-23, 25-21               |
| 23-02                   | Impavida Ortona - Argos          | 3-1   | 25-18, 36-38, 25-17, 25-20        |
| 23-02                   | Matera Bulls - Libertas Brianza  | 3-1   | 23-25, 25-23, 25-16, 26-24        |
| 23-02                   | Milano - Potentino               | 3-0   | 25-15, 25-23, 25-12               |

| Ventesima giornata |                                |        |                                   |
|                    |                                |        |                                   |
| Riposa:            | Milano                         | Milano | Milano                            |
| 02-03              | Corigliano Volley - Argos      | 1-3    | 22-25, 25-22, 22-25, 27-29        |
| 02-03              | Matera Bulls - Impavida Ortona | 3-0    | 25-21, 25-19, 25-18               |
| 02-03              | Potentino - Libertas Brianza   | 1-3    | 19-25, 25-13, 18-25, 22-25        |
| 02-03              | Materdomini - Padova           | 2-3    | 20-25, 27-25, 16-25, 25-18, 14-16 |
| 02-03              | Brolo - Powervolley Milano     | 0-3    | 13-25, 23-25, 18-25               |

| Ventunesima giornata |                                     |        |                                   |
|                      |                                     |        |                                   |
| Riposa:              | Padova                              | Padova | Padova                            |
| 09-03                | Materdomini - Brolo                 | 3-1    | 23-25, 25-17, 25-23, 25-15        |
| 09-03                | Potentino - Powervolley Milano      | 0-3    | 17-25, 23-25, 21-25               |
| 09-03                | Argos - Matera Bulls                | 3-2    | 14-25, 25-23, 27-29, 25-17, 18-16 |
| 09-03                | Libertas Brianza - Milano           | 2-3    | 20-25, 20-25, 25-14, 25-21, 7-15  |
| 09-03                | Corigliano Volley - Impavida Ortona | 1-3    | 18-25, 25-22, 19-25, 20-25        |

| Ventiduesima giornata |                                       |       |                                   |
|                       |                                       |       |                                   |
| Riposa:               | Argos                                 | Argos | Argos                             |
| 16-03                 | Milano - Padova                       | 0-3   | 21-25, 23-25, 18-25               |
| 16-03                 | Brolo - Corigliano Volley             | 3-2   | 20-25, 25-21, 23-25, 25-20, 15-11 |
| 16-03                 | Impavida Ortona - Potentino           | 3-0   | 25-20, 25-21, 25-20               |
| 16-03                 | Powervolley Milano - Libertas Brianza | 3-2   | 25-22, 24-26, 19-25, 25-23, 15-8  |
| 16-03                 | Matera Bulls - Materdomini            | 2-3   | 25-16, 22-25, 20-25, 25-20, 12-15 |

#### Classifica
| Pos. | Squadra            | Pt                                         | G                                          | V                                          | P                                          | SV                                         | SP                                         | Ratio                                      | PF                                         | PS                                         | Ratio                                      |
| ---- | ------------------ | ------------------------------------------ | ------------------------------------------ | ------------------------------------------ | ------------------------------------------ | ------------------------------------------ | ------------------------------------------ | ------------------------------------------ | ------------------------------------------ | ------------------------------------------ | ------------------------------------------ |
| 1.   | Padova             | 48                                         | 20                                         | 18                                         | 2                                          | 57                                         | 23                                         | 2,478                                      | 1 865                                      | 1 655                                      | 1,127                                      |
| 2.   | Milano             | 44                                         | 20                                         | 16                                         | 4                                          | 52                                         | 27                                         | 1,926                                      | 1 831                                      | 1 684                                      | 1,087                                      |
| 3.   | Argos              | 41                                         | 20                                         | 14                                         | 6                                          | 48                                         | 31                                         | 1,548                                      | 1 814                                      | 1 695                                      | 1,070                                      |
| 4.   | Matera Bulls       | 37                                         | 20                                         | 12                                         | 8                                          | 45                                         | 33                                         | 1,364                                      | 1 760                                      | 1 711                                      | 1,029                                      |
| 5.   | Impavida Ortona    | 37                                         | 20                                         | 12                                         | 8                                          | 42                                         | 33                                         | 1,273                                      | 1 744                                      | 1 664                                      | 1,048                                      |
| 6.   | Powervolley Milano | 33                                         | 20                                         | 11                                         | 9                                          | 41                                         | 37                                         | 1,108                                      | 1 756                                      | 1 714                                      | 1,025                                      |
| 7.   | Libertas Brianza   | 26                                         | 20                                         | 8                                          | 12                                         | 38                                         | 43                                         | 0,884                                      | 1 777                                      | 1 813                                      | 0,980                                      |
| 8.   | Materdomini        | 25                                         | 20                                         | 8                                          | 12                                         | 40                                         | 46                                         | 0,870                                      | 1 867                                      | 1 883                                      | 0,992                                      |
| 9.   | Potentino          | 22                                         | 20                                         | 7                                          | 13                                         | 29                                         | 44                                         | 0,659                                      | 1 615                                      | 1 715                                      | 0,942                                      |
| 10.  | Corigliano Volley  | 13                                         | 20                                         | 3                                          | 17                                         | 26                                         | 53                                         | 0,491                                      | 1 675                                      | 1 853                                      | 0,904                                      |
| 11.  | Brolo              | 4                                          | 20                                         | 1                                          | 19                                         | 11                                         | 59                                         | 0,186                                      | 1 379                                      | 1 696                                      | 0,813                                      |
|      | Atripalda          | Esclusa dal campionato il 5 dicembre 2013. | Esclusa dal campionato il 5 dicembre 2013. | Esclusa dal campionato il 5 dicembre 2013. | Esclusa dal campionato il 5 dicembre 2013. | Esclusa dal campionato il 5 dicembre 2013. | Esclusa dal campionato il 5 dicembre 2013. | Esclusa dal campionato il 5 dicembre 2013. | Esclusa dal campionato il 5 dicembre 2013. | Esclusa dal campionato il 5 dicembre 2013. | Esclusa dal campionato il 5 dicembre 2013. |

      Promossa in Serie A1.
      Qualificata ai play-off promozione.
      Esclusa a campionato in corso.

### Play-off promozione

#### Tabellone
|  | Ottavi di finale | Ottavi di finale  | Ottavi di finale | Ottavi di finale | Ottavi di finale |  |  | Quarti di finale | Quarti di finale   | Quarti di finale | Quarti di finale | Quarti di finale |  |   | Semifinali       | Semifinali      | Semifinali | Semifinali | Semifinali | Semifinali | Semifinali |  |   | Finale | Finale           | Finale | Finale | Finale | Finale | Finale |
|  |                  |                   |                  |                  |                  |  |  |                  |                    |                  |                  |                  |  |   |                  |                 |            |            |            |            |            |  |   |        |                  |        |        |        |        |        |
|  |                  |                   |                  |                  |                  |  |  | 2                | Milano             | 3                | 3                |                  |  |   |                  |                 |            |            |            |            |            |  |   |        |                  |        |        |        |        |        |
|  |                  |                   |                  |                  |                  |  |  | 2                | Milano             | 3                | 3                |                  |  |   |                  |                 |            |            |            |            |            |  |   |        |                  |        |        |        |        |        |
|  | 9                | Potentino         | 3                | 1                | 3                |  |  | 9                | Potentino          | 0                | 0                |                  |  |   |                  |                 |            |            |            |            |            |  |   |        |                  |        |        |        |        |        |
|  | 9                | Potentino         | 3                | 1                | 3                |  |  | 9                | Potentino          | 0                | 0                |                  |  |   |                  |                 |            |            |            |            |            |  |   |        |                  |        |        |        |        |        |
|  | 10               | Corigliano Volley | 0                | 3                | 1                |  |  |                  |                    |                  |                  |                  |  | 2 | Milano           | 3               | 1          | 3          | 3          |            |            |  |   |        |                  |        |        |        |        |        |
|  | 10               | Corigliano Volley | 0                | 3                | 1                |  |  |                  |                    |                  |                  |                  |  | 2 | Milano           | 3               | 1          | 3          | 3          |            |            |  |   |        |                  |        |        |        |        |        |
|  |                  |                   |                  |                  |                  |  |  |                  |                    |                  |                  |                  |  |   | 5                | Impavida Ortona | 2          | 3          | 1          | 0          |            |  |   |        |                  |        |        |        |        |        |
|  |                  |                   |                  |                  |                  |  |  |                  |                    |                  |                  |                  |  |   | 5                | Impavida Ortona | 2          | 3          | 1          | 0          |            |  |   |        |                  |        |        |        |        |        |
|  |                  |                   |                  |                  |                  |  |  | 5                | Impavida Ortona    | 3                | 0                | 3                |  |   |                  |                 |            |            |            |            |            |  |   |        |                  |        |        |        |        |        |
|  |                  |                   |                  |                  |                  |  |  | 5                | Impavida Ortona    | 3                | 0                | 3                |  |   |                  |                 |            |            |            |            |            |  |   |        |                  |        |        |        |        |        |
|  |                  |                   |                  |                  |                  |  |  | 6                | Powervolley Milano | 1                | 3                | 1                |  |   |                  |                 |            |            |            |            |            |  |   |        |                  |        |        |        |        |        |
|  |                  |                   |                  |                  |                  |  |  | 6                | Powervolley Milano | 1                | 3                | 1                |  |   |                  |                 |            |            |            |            |            |  |   |        |                  |        |        |        |        |        |
|  |                  |                   |                  |                  |                  |  |  |                  |                    |                  |                  |                  |  |   |                  |                 |            |            |            |            |            |  | 2 | Milano | 3                | 3      | 3      |        |        |        |
|  |                  |                   |                  |                  |                  |  |  |                  |                    |                  |                  |                  |  |   |                  |                 |            |            |            |            |            |  | 2 | Milano | 3                | 3      | 3      |        |        |        |
|  |                  |                   |                  |                  |                  |  |  |                  |                    |                  |                  |                  |  |   |                  |                 |            |            |            |            |            |  |   | 7      | Libertas Brianza | 0      | 1      | 0      |        |        |
|  |                  |                   |                  |                  |                  |  |  |                  |                    |                  |                  |                  |  |   |                  |                 |            |            |            |            |            |  |   | 7      | Libertas Brianza | 0      | 1      | 0      |        |        |
|  |                  |                   |                  |                  |                  |  |  | 4                | Matera Bulls       | 0                | 2                |                  |  |   |                  |                 |            |            |            |            |            |  |   |        |                  |        |        |        |        |        |
|  |                  |                   |                  |                  |                  |  |  | 4                | Matera Bulls       | 0                | 2                |                  |  |   |                  |                 |            |            |            |            |            |  |   |        |                  |        |        |        |        |        |
|  |                  |                   |                  |                  |                  |  |  | 7                | Libertas Brianza   | 3                | 3                |                  |  |   |                  |                 |            |            |            |            |            |  |   |        |                  |        |        |        |        |        |
|  |                  |                   |                  |                  |                  |  |  | 7                | Libertas Brianza   | 3                | 3                |                  |  |   |                  |                 |            |            |            |            |            |  |   |        |                  |        |        |        |        |        |
|  |                  |                   |                  |                  |                  |  |  |                  |                    |                  |                  |                  |  | 7 | Libertas Brianza | 3               | 3          | 2          | 3          |            |            |  |   |        |                  |        |        |        |        |        |
|  |                  |                   |                  |                  |                  |  |  |                  |                    |                  |                  |                  |  | 7 | Libertas Brianza | 3               | 3          | 2          | 3          |            |            |  |   |        |                  |        |        |        |        |        |
|  |                  |                   |                  |                  |                  |  |  |                  |                    |                  |                  |                  |  |   | 3                | Argos           | 1          | 2          | 3          | 2          |            |  |   |        |                  |        |        |        |        |        |
|  |                  |                   |                  |                  |                  |  |  |                  |                    |                  |                  |                  |  |   | 3                | Argos           | 1          | 2          | 3          | 2          |            |  |   |        |                  |        |        |        |        |        |
|  |                  |                   |                  |                  |                  |  |  | 3                | Argos              | 3                | 3                |                  |  |   |                  |                 |            |            |            |            |            |  |   |        |                  |        |        |        |        |        |
|  |                  |                   |                  |                  |                  |  |  | 3                | Argos              | 3                | 3                |                  |  |   |                  |                 |            |            |            |            |            |  |   |        |                  |        |        |        |        |        |
|  | 8                | Materdomini       | 3                | 1                | 3                |  |  | 8                | Materdomini        | 0                | 2                |                  |  |   |                  |                 |            |            |            |            |            |  |   |        |                  |        |        |        |        |        |
|  | 8                | Materdomini       | 3                | 1                | 3                |  |  | 8                | Materdomini        | 0                | 2                |                  |  |   |                  |                 |            |            |            |            |            |  |   |        |                  |        |        |        |        |        |
|  | 11               | Brolo             | 0                | 3                | 0                |  |  |                  |                    |                  |                  |                  |  |   |                  |                 |            |            |            |            |            |  |   |        |                  |        |        |        |        |        |
|  | 11               | Brolo             | 0                | 3                | 0                |  |  |                  |                    |                  |                  |                  |  |   |                  |                 |            |            |            |            |            |  |   |        |                  |        |        |        |        |        |

#### Risultati

##### Ottavi di finale
| Gara 1 |                               |     |                     |
|        |                               |     |                     |
| 19-03  | Potentino - Corigliano Volley | 3-0 | 25-20, 25-14, 25-14 |
| 19-03  | Materdomini - Brolo           | 3-0 | 25-18, 25-22, 25-18 |

| Gara 2 |                               |     |                            |
|        |                               |     |                            |
| 23-03  | Corigliano Volley - Potentino | 3-1 | 25-22, 20-25, 25-23, 25-23 |
| 23-03  | Brolo - Materdomini           | 3-1 | 25-20, 16-25, 25-22, 25-17 |

| Gara 3 |                               |     |                            |
|        |                               |     |                            |
| 26-03  | Potentino - Corigliano Volley | 3-1 | 15-25, 25-22, 25-21, 26-24 |
| 26-03  | Materdomini - Brolo           | 3-0 | 31-29, 28-26, 25-22        |

##### Quarti di finale
| Gara 1 |                                      |     |                            |
|        |                                      |     |                            |
| 30-03  | Milano - Potentino                   | 3-0 | 25-23, 25-16, 25-20        |
| 30-03  | Impavida Ortona - Powervolley Milano | 3-1 | 21-25, 25-23, 25-15, 26-24 |
| 30-03  | Argos - Materdomini                  | 3-0 | 25-23, 25-18, 25-23        |
| 30-03  | Bulls Matera - Libertas Brianza      | 0-3 | 26-28, 20-25, 21-25        |

| Gara 2 |                                      |     |                                   |
|        |                                      |     |                                   |
| 02-04  | Potentino - Milano                   | 0-3 | 20-25, 23-25, 13-25               |
| 02-04  | Powervolley Milano - Impavida Ortona | 3-0 | 25-17, 25-22, 25-22               |
| 02-04  | Materdomini - Argos                  | 2-3 | 22-25, 25-20, 23-25, 25-18, 13-15 |
| 02-04  | Libertas Brianza - Bulls Matera      | 3-2 | 25-19, 19-25, 25-19, 27-29, 15-10 |

| Gara 3 |                                      |     |                            |
|        |                                      |     |                            |
| 06-04  | Impavida Ortona - Powervolley Milano | 3-1 | 19-25, 25-20, 25-22, 25-20 |

##### Semifinali
| Gara 1 |                          |     |                                   |
|        |                          |     |                                   |
| 12-04  | Milano - Impavida Ortona | 3-2 | 25-18, 27-25, 23-25, 22-25, 15-13 |
| 13-04  | Argos - Libertas Brianza | 1-3 | 16-25, 20-25, 25-15, 19-25        |

| Gara 2 |                          |     |                                   |
|        |                          |     |                                   |
| 20-04  | Impavida Ortona - Milano | 3-1 | 25-17, 22-25, 25-21, 25-20        |
| 20-04  | Libertas Brianza - Argos | 3-2 | 23-25, 27-25, 18-25, 25-23, 15-10 |

| Gara 3 |                          |     |                                  |
|        |                          |     |                                  |
| 23-04  | Milano - Impavida Ortona | 3-1 | 25-22, 25-19, 22-25, 25-23       |
| 23-04  | Argos - Libertas Brianza | 3-2 | 25-17, 25-20, 18-25, 19-25, 15-7 |

| Gara 4 |                          |     |                                   |
|        |                          |     |                                   |
| 27-04  | Impavida Ortona - Milano | 0-3 | 18-25, 23-25, 21-25               |
| 27-04  | Libertas Brianza - Argos | 3-2 | 25-19, 25-22, 18-25, 19-25, 15-11 |

##### Finale
| Gara 1 |                           |     |                     |
|        |                           |     |                     |
| 03-05  | Milano - Libertas Brianza | 3-0 | 25-18, 25-21, 25-23 |

| Gara 2 |                           |     |                            |
|        |                           |     |                            |
| 07-05  | Libertas Brianza - Milano | 1-3 | 25-17, 23-25, 20-25, 22-25 |

| Gara 3 |                           |     |                     |
|        |                           |     |                     |
| 10-05  | Milano - Libertas Brianza | 3-0 | 25-16, 25-18, 25-20 |

## Statistiche
| Rendimento individuale | Rendimento individuale | Rendimento individuale | Rendimento individuale |
| Pos.                   | Nome                   | Punti                  | Squadra                |
| ---------------------- | ---------------------- | ---------------------- | ---------------------- |
| 1                      | Roberto Cazzaniga      | 418                    | Materdomini            |
| 2                      | Williams Padura        | 409                    | Milano                 |
| 3                      | Federico Moretti       | 395                    | Potentino              |
| 4                      | Milan Bencz            | 370                    | Powervolley Milano     |
| 5                      | Michele Morelli        | 367                    | Libertas Brianza       |
| 6                      | Mattia Rosso           | 354                    | Padova                 |
| 7                      | Stefano Giannotti      | 348                    | Padova                 |
| 8                      | Leano Cetrullo         | 319                    | Impavida Ortona        |
| 9                      | Marcel Gromadowski     | 316                    | Brolo                  |
| 10                     | Mario Mercorio         | 308                    | Libertas Brianza       |

| Attacchi vincenti | Attacchi vincenti  | Attacchi vincenti | Attacchi vincenti  |
| Pos.              | Nome               | Punti             | Squadra            |
| ----------------- | ------------------ | ----------------- | ------------------ |
| 1                 | Federico Moretti   | 362               | Potentino          |
| 2                 | Roberto Cazzaniga  | 361               | Materdomini        |
| 3                 | Williams Padura    | 352               | Milano             |
| 4                 | Milan Bencz        | 334               | Powervolley Milano |
| 5                 | Michele Morelli    | 316               | Libertas Brianza   |
| 6                 | Mattia Rosso       | 312               | Padova             |
| 7                 | Stefano Giannotti  | 282               | Padova             |
| 8                 | Marcel Gromadowski | 275               | Brolo              |
| 9                 | Leano Cetrullo     | 272               | Impavida Ortona    |
| 10                | Vincenzo Tamburo   | 268               | Argos              |

| Muri vincenti | Muri vincenti         | Muri vincenti | Muri vincenti      |
| Pos.          | Nome                  | Punti         | Squadra            |
| ------------- | --------------------- | ------------- | ------------------ |
| 1             | Oreste Luppi          | 62            | Matera Bulls       |
| 2             | Emiliano Giglioli     | 55            | Powervolley Milano |
| 3             | Matteo Bortolozzo     | 53            | Corigliano Volley  |
| 4             | Vincenzo Spadavecchia | 52            | Materdomini        |
| 5             | Matteo Sperandio      | 51            | Materdomini        |
| 6             | Marco Volpato         | 48            | Padova             |
| 6             | Gabriele Robbiati     | 48            | Libertas Brianza   |
| 8             | Alessandro Giosa      | 47            | Matera Bulls       |
| 9             | Dario Monguzzi        | 45            | Libertas Brianza   |
| 10            | Stefano Giannotti     | 43            | Padova             |

| Battute vincenti | Battute vincenti    | Battute vincenti | Battute vincenti   |
| Pos.             | Nome                | Punti            | Squadra            |
| ---------------- | ------------------- | ---------------- | ------------------ |
| 1                | Anthony Krolis      | 41               | Matera Bulls       |
| 2                | Roberto Cazzaniga   | 35               | Materdomini        |
| 3                | Maurizio Castellano | 27               | Materdomini        |
| 4                | Leano Cetrullo      | 26               | Impavida Ortona    |
| 5                | Matteo Bertoli      | 25               | Powervolley Milano |
| 6                | Filippo Vedovotto   | 24               | Padova             |
| 6                | Marco Fabbroni      | 24               | Corigliano Volley  |
| 8                | Stefano Giannotti   | 23               | Padova             |
| 9                | Mario Mercorio      | 21               | Libertas Brianza   |
| 10               | Iacopo Botto        | 20               | Milano             |
| 10               | Luis Joventino      | 20               | Matera Bulls       |

NB: I dati sono riferiti alla sola regular season.